# The Humbling
The Humbling es una película cómica-dramática estadounidense de 2014 dirigida por Barry Levinson y escrita por Buck Henry y Michal Zebede, basada en la novela de 2009 La humillación de Philip Roth. El filme estuvo protagonizado por Al Pacino, Greta Gerwig, Dianne Wiest, Charles Grodin y Kyra Sedgwick.
Se proyectó en el Festival Internacional de Cine de Toronto de 2014 y en el Festival Internacional de Cine de Venecia de 2014. Llegó a los cines el 23 de enero de 2015 a través de Millennium Films.

## Trama
Simon Axler es un actor envejecido que sufre episodios de demencia. Después de un incidente durante una obra de Broadway, es internado. Luego regresar a casa, contempla el suicidio al estilo de Hemingway. Cuando comienza una aventura con la amoral hija bisexual de una exnovia, su vida comienza a desmoronarse.

## Reparto
- Al Pacino - Simon Axler
- Greta Gerwig - Pegeen
- Kyra Sedgwick - Louise Trenner
- Dan Hedaya - Asa Stapleford
- Dianne Wiest - Carol Stapleford
- Charles Grodin - Jerry
- Dylan Baker - Dr. Farr

## Producción
Después de leer y conectarse con el libro, Pacino decidió llevarlo a la pantalla grande y le pidió a Barry Levinson que lo dirigiera. Levinson decidió hacer la película como una comedia negra, y señaló: «Si quieres hablar de un actor mayor en decadencia, simplemente hacerlo como un drama puro no me parecía tan intrigante» y mencionó que el humor le resultaba «inherente al material». Aunque tanto Pacino como Levinson han negado que el personaje de Simon sea autobiográfico de la vida de Pacino, el actor señaló que se sintió identificado con el material.
Aunque al principio la película contaba con un importante presupuesto, las condiciones fueron demasiadas para Levinson, quien las rechazó y perdió, según su estimación, alrededor de seis millones de dólares. Posteriormente se decidió rodar la película en varios intervalos para adaptarse a la agenda de Pacino. Fue una nueva experiencia para Levinson, aunque fue bienvenida para el director que afirmó que el cambio de ritmo «añadió claridad».
El 4 de febrero de 2014, se anunció que Millennium Films había adquirido los derechos de distribución internacional de la película.

## Recepción
The Humbling recibió críticas mixtas. En Rotten Tomatoes, la película tiene una calificación del 53 %, basada en 64 reseñas, con una calificación de 5,40 sobre 10. En Metacritic, la película tiene una puntuación de 59 sobre 100, basada en 25 críticas, indicando «críticas mixtas o promedio».